# György Kurtág
György Kurtág (Lugoj, 19 februari 1926) is een Hongaars componist van eigentijdse klassieke muziek. Concentratie en spontaniteit vormen belangrijke constanten in zijn toonspraak.

## Biografie
György Kurtág werd als kind van Hongaarse ouders in het Roemeense Lugoj geboren. Tot 1918 had Lugoj (Hongaars: Lugos, Duits: Lugosch) tot de Oostenrijks-Hongaarse dubbelmonarchie behoord. Zijn eerste piano-onderricht kreeg hij op vijfjarige leeftijd van zijn moeder. Lessen volgden te Timișoara vanaf 1940 en van 1946 tot 1955 aan de Ferenc Liszt-Akademie voor muziek te Boedapest, waar hij studeerde bij onder anderen Sándor Veress en Ferenc Farkas. Hij sloot er vriendschap met zijn medestudent György Ligeti. 
In 1947 huwde Kurtág de pianiste Márta Kinsker (1927-2019). Zij kregen in 1954 een zoon György Kurtág Jr., die ook musicus werd. De Hongaarse nationaliteit verkreeg Kurtág in 1948. Aanvankelijk was hij voornamelijk actief als pianist.
In 1957 ging hij voor een jaar naar Parijs, waar hij studeerde bij onder meer Olivier Messiaen en Darius Milhaud. Van 1958 tot 1963 werkte Kurtág in Boedapest als repetitor aan de Béla Bartók Middelbare School voor Muziek en van 1960 tot 1968 bij de Hongaarse Nationale Filharmonie. Tijdens de jaren van 1967 tot 1986 was hij officieel verbonden aan de Ferenc Liszt-Akademie voor muziek, waar hij aanvankelijk piano en vanaf 1969 kamermuziek onderwees. In praktijk bleef hij er tot 1993 lesgeven aan enkele leerlingen.
Een belangrijke stimulans in Kurtágs loopbaan waren de contacten met de Új Zenei Stúdió (Studio voor Nieuwe Muziek) vanaf de jaren zeventig, terwijl hij tevens actief was bij de in Gregoriaanse muziek gespecialiseerde zanggroep Schola Hungarica.
De jaren tachtig brachten Kurtág voor het eerst internationale bekendheid. Hij genoot faam als pedagoog, als leraar van bijvoorbeeld Zoltán Kocsis, maar trok ook de aandacht toen hij zijn concertactiviteit hervatte die hij in 1956 had opgegeven. Ook zijn compositorische creativiteit nam toe. Deze inspanningen werden bekroond met verschillende internationale opdrachten en prijzen.
Sedert 1993 verbleef Kurtág vervolgens te Berlijn, Wenen, Amsterdam en Parijs, waar een samenwerking met het Ensemble InterContemporain tot stand kwam. In 2001 vestigde hij zich in het Franse Saint-André-de-Cubzac. Sinds enige tijd woont hij weer in Boedapest. Zijn vrouw Márta overleed op 18 oktober 2019 op 92-jarige leeftijd na een huwelijk van 71 jaar.

## Stijl en werk
Globaal gezien refereert Kurtágs muzikale taal aan twee grote en ook algemeen heel invloedrijke componisten. Enerzijds bouwt ze verder op de kinderlijke spontaniteit en primitieve oerkracht die vaak terug te vinden is in het werk van Béla Bartók. Anderzijds bedient ze zich van een extreme concentratie van de compositorische arbeid, eigen aan het intellectuele oeuvre van Anton Webern. Dit vertaalt zich in een intensivering van expressie en schrijfwijze, gekoppeld aan een reductie van middelen zoals bezetting en vorm. Naast zijn studies compositie en zijn activiteit als Bartók-vertolker was Kurtágs verblijf in Parijs van onschatbare waarde. Hier kopieerde en bestudeerde hij niet enkel Weberns belangrijkste werken, maar vond hij tevens de sleutel tot zijn eigen compositorische taal. De kunstpsychologe Marianne Stein adviseerde hem namelijk zich toe te leggen op eenvoudige muzikale principes, zoals het verbinden van twee enkele tonen, die bijvoorbeeld in de pianocyclus Játékok uitgebreid geëxploreerd worden.
Het Strijkkwartet op. 1 (1959) dat bijvoorbeeld gebruikmaakt van ostinato, contrasterende articulatie en karakteristieke ritmische structuren en ook experimenteert met twaalftoonsreeksen en concentratie van expressie en vorm, bleek het eerste Hongaarse werk dat assimilatie met de moderne Westerse muziek vertoonde. 
Als eerste volwassen compositie geldt de (voor Kurtág) uitgebreide liederencyclus voor sopraan en piano Bornemisza Péter mondásai op. 7 (De Spreuken van Péter Bornemisza) (1963–8, herzien in 1976), waarin de componist de Hongaarse taal op een zeer gevoelige wijze weet te toonzetten.
Een impasse in zijn compositorische activiteit werd doorbroken door de uitnodiging van de pianolerares Marianne Teöke tot het schrijven van een bijdrage tot een pianoalbum voor kinderen. Als antwoord begon Kurtág in 1973 aan enkele stukjes die hij verzamelde onder de titel Elő-Játékok (Voor-Spelen) (1973–4). Dit project gaf meteen gestalte aan de bevrijdende creativiteit die aan de basis ligt van Játékok (Spelen) (1973–), dat gedurende een drietal decennia tot een enorm geheel van uiterst gevarieerde twee- tot zeshandige pianominiatuurtjes is uitgegroeid. Zowel artistiek als pedagogisch, geleerd als naïef, strikt als vrij, vindt de cyclus niettemin een sterke samenhang binnen zijn diversiteit. Játékok interageert met de buitenwereld, reflecteert, commentarieert en experimenteert. Opgevat als aantekeningen in een zowel muzikaal als persoonlijk dagboek refereren vele “spelen” dan ook rechtstreeks aan de muzikale overlevering of aan Kurtág’s persoonlijke leven. Nieuwe ideeën worden uitgewerkt en staan mogelijk model voor ander werk. Daartegenover bieden bestaande technieken, stijlen en concrete composities van anderen en hemzelf een onuitputtelijke bron aan inspiratie. Vele stukjes zijn ook biografisch gekleurd.
Kurtágs fascinatie voor de Russische taal gaf het licht aan een aantal werken, waarvan Poslanija pokojnoj R. V. Trusovoj op. 17 [Послания покойной Р. В. Трусовой] (Berichten van de overleden R.V. Trusova) (1976 – 80) voor sopraan en ensemble zijn internationaal prestige aanzienlijk vergrootte. 
In ...quasi una fantasia... op. 27 nr. 1 (1987–8) en het dubbelconcerto op. 27 nr. 2 (1989–90), beide voor piano, cello en twee kamerensembles, verdeelt Kurtág de instrumentengroepen over de concertruimte. 
Stele op. 33 (1994), dat zoals Op. 27 nr. 2 teruggrijpt naar materiaal uit Játékok, is Kurtágs eerste werk voor groot orkest sinds zijn altvioolconcert (1953–4), dat hij schreef als eindexamenwerk aan de Liszt-academie.
In later werk is het uitgangspunt vaak de groepering van korte fragmenten. Een voorbeeld zijn de Hölderlin-Gesänge op. 35 (1993–) voor een tot drie baritons en trombone en tuba ad libitum, dat voortdurend open is voor toevoegingen en bewerkingen door de componist en waaruit de uitvoerders fragmenten mogen selecteren in een vrij te kiezen volgorde.
In 2017 voltooide Kurtág op 93-jarige leeftijd zijn eerste opera, Fin de partie, gebaseerd op Eindspel van theaterauteur Samuel Beckett. Kurtág raakte gefascineerd door het toneelstuk toen hij de première bijwoonde in Parijs in 1957 in Studio des Champs-Elysées. Later vertelde hij aan recensent Jeremy Eichler dat die avond voorgoed zijn leven veranderde. Het duurde echter decennia vooraleer Kurtág zich aan een opera zou wagen. Vanaf de jaren 1980 schreef hij enkele vocale werken op teksten van Beckett, maar tot het grotere werk zag hij zich naar eigen zeggen nog niet in staat. Pas in 2010, meer dan een halve eeuw na de première in Parijs, begon Kurtág aan de compositie van Fin de partie die hem uiteindelijk zeven jaar bezighield. Hij voltooide het werk in 2017, waarna het in 2018 in wereldpremière ging in de Scala van Milaan, in een regie van Pierre Audi. In 2022 wordt de opera voor het eerst in België opgevoerd, in DE SINGEL in een uitvoering van Opera Ballet Vlaanderen.
- Bibsys: 1059944
- Biblioteca Nacional de España: XX1783166
- Bibliothèque nationale de France: cb125020134 (data)
- CiNii: DA08518421
- Gemeinsame Normdatei: 118810138
- International Standard Name Identifier: 0000 0001 2129 0009
- Library of Congress Control Number: n80002993
- Nationale Bibliotheek van Letland: 000143976
- MusicBrainz: 52c73400-0546-45ac-b1ec-81b630fa72fd
- Bibliotheek van het Japanse parlement: 01066028
- Nationale Bibliotheek van Tsjechië: jn20000603600
- Nationale bibliotheek van Australië: 35994387
- Nationale Bibliotheek van Israël: 987007264088205171
- Nationale Bibliotheek van Polen: a0000002842746
- Nederlandse Thesaurus van Auteursnamen: 073442135
- Réseau des bibliothèques de Suisse occidentale: 02-A006382639
- Istituto Centrale per il Catalogo Unico: LO1V139396
- LIBRIS: 291646
- Système universitaire de documentation: 034231897
- Trove: 1177207
- Virtual International Authority File: 39482680
- WorldCat: E39PBJbWwWTR4tCkXxcKVx8wG3